# Un varón
Un varón es una película dramática colombiana de 2022 escrita y dirigida por Fabián Hernández Alvarado en su debut como director. Protagonizada por Felipe Ramírez Espitia, relata la historia de un adolescente que tendrá que enfrentarse a la ferocidad de su barrio, donde los códigos de masculinidad y la ley del más fuerte es obligatoria para sobrevivir. Se trata de una coproducción entre Colombia, Alemania, Francia y los Países Bajos.
El filme tuvo su estreno mundial el 24 de mayo de 2022 en la Quincena de Realizadores de la septuagésima quinta edición del Festival de Cannes, donde compitió por la Cámara de Oro y la Queer Palm.
Fue seleccionada como la candidata colombiana a la mejor película internacional en los Premios Óscar 2024.

## Sinopsis
Carlos vive en un internado en el centro de Bogotá, una especie de refugio donde se mitigan la dureza y los problemas de la vida. Carlos anhela pasar las Navidades con su madre y su hermana, inmersas en círculos de violencia urbana. Al salir del internado, Carlos se enfrenta al rigor de las calles de su barrio, donde impera la ley del más fuerte. Tendrá que elegir entre seguir estos códigos de masculinidad o confiar en su naturaleza profunda.

## Reparto
El reparto está compuesto por:
- Felipe Ramírez Espitia es Carlos
- Juanita Carrillo Ortiz es Nicole
- Jonathan Steven Rodríguez es Freddy

## Producción
La fotografía principal comenzó en 2021 y se extendió por cinco semanas en los barrios Las Cruces, San Bernardo y Santa Fe, así como en la localidad de Los Mártires (barrios La Pepita, La Estanzuela y Voto Nacional) y en la Unidad de Protección Integral UPI de Puente Aranda, Bogotá.

## Estreno
Un varón tuvo su estreno mundial el 24 de mayo de 2022 en la Quincena de Realizadores de la septuagésima quinta edición del Festival de Cannes, y luego se proyectó el 4 de agosto de 2022 en el Festival de Cine de Lima, el 22 de septiembre de 2022 en el Festival Internacional de Cine de San Sebastián y el 24 de marzo de 2023 en el Festival Internacional de Cine de Cartagena. Se estrenó comercialmente el 15 de marzo de 2023 en salas de cine francesas y el 13 de abril del mismo año en salas de cine colombianas.

## Recepción
En el sitio web Rotten Tomatoes, el 83% de las reseñas de los críticos son positivas, con una calificación media de 7,7/10. Para Pedro Zuluaga del portal Criterio, la película «interroga las nociones de masculinidad en entornos de violencia y marginalidad, esta vez en los barrios "céntricos" de Bogotá, con un personaje principal que carga la tradición a cuestas y busca liberarse de su peso». David Kantz de Cineuropa afirmó que el filme «presenta ciertos rasgos inseguros y poco desarrollados de un primer largometraje, pero se distingue por su visión original de su entorno, y una bella estampa que evoca una especie de desolación urbana fotogénica», y para Diego Batlle de Otros Cines es una «notable ópera prima» que presenta «una historia de vida de enorme intensidad emocional».

## Premios y reconocimientos
| Año  | Premio/Festival                                                    | Categoría                                        | Receptor               | Resultado | Ref.          |
| ---- | ------------------------------------------------------------------ | ------------------------------------------------ | ---------------------- | --------- | ------------- |
| 2022 | Festival de Cannes                                                 | Caméra d’Or                                      | A Male                 | Nominada  | [ 20 ]        |
| 2022 | Festival de Cannes                                                 | Queer Palm                                       | A Male                 | Nominada  | [ 21 ]        |
| 2022 | Festival Internacional de Cine de Guanajuato                       | Mejor película internacional                     | A Male                 | Nominada  | [ 22 ]        |
| 2022 | Festival de Cine de Lima                                           | Mejor película                                   | A Male                 | Nominada  | [ 23 ] [ 24 ] |
| 2022 | Festival de Cine de Lima                                           | Premio especial del jurado                       | A Male                 | Ganadora  | [ 23 ] [ 24 ] |
| 2022 | Festival de Cine de Lima                                           | Mejor actor                                      | Felipe Ramírez Espitia | Ganador   | [ 23 ] [ 24 ] |
| 2022 | Festival de Cine de Lima                                           | Mejor fotografía                                 | Sofía Oggioni Hatt     | Ganadora  | [ 23 ] [ 24 ] |
| 2022 | Festival de Cine de Lima                                           | Premio del jurado internacional a mejor película | A Male                 | Ganadora  | [ 23 ] [ 24 ] |
| 2022 | Festival Internacional de Cine de Nara                             | Golden Shika                                     | A Male                 | Nominada  | [ 25 ]        |
| 2022 | Festival Internacional de Cine de San Sebastián                    | Premio Horizontes                                | A Male                 | Nominada  | [ 26 ] [ 27 ] |
| 2022 | Festival Internacional de Cine de San Sebastián                    | Premio Sebastiane                                | A Male                 | Nominada  | [ 26 ] [ 27 ] |
| 2022 | Muestra Internacional de Cine de São Paulo                         | Premio del jurado a mejor película               | A Male                 | Nominada  | [ 28 ]        |
| 2022 | Paris Gay and Lesbian Film Festival                                | Premio Libertés Chéries                          | A Male                 | Ganadora  | [ 29 ]        |
| 2022 | Festival Internacional del Nuevo Cine Latinoamericano de La Habana | Premio Arrecife                                  | A Male                 | Ganadora  | [ 30 ]        |
| 2022 | Festival Internacional de Cine de Pingyao                          | Mención especial del jurado                      | A Male                 | Ganadora  | [ 8 ]         |
| 2023 | Festival Internacional de Cine de Friburgo                         | Gran Premio                                      | A Male                 | Nominada  | [ 31 ]        |